# Viña (Buenos Aires)
Viña es una localidad del partido de Arrecifes, provincia de Buenos Aires, Argentina. Se ubica sobre el km 190 de la Ruta Nacional 8, a 15 km de la ciudad de Arrecifes y a 33 km de la ciudad de Pergamino.

## Población
Cuenta con 464 habitantes (Indec, 2010), lo que representa un descenso del 4% frente a los 483 habitantes (Indec, 2001) del censo anterior.
| Gráfica de evolución demográfica de Viña entre 1991 y 2010 |
|                                                            |
| Fuente: Censos nacionales del INDEC                        |

## Ferrocarril
- Estación Viña perteneciente al Ferrocarril General Mitre.